# Caenis candida
Caenis candida is een haft uit de familie Caenidae. De wetenschappelijke naam van de soort is voor het eerst geldig gepubliceerd in 1981 door Harper & Harper.
De soort komt voor in het Nearctisch gebied.